# Liparis elegantula
Liparis elegantula är en orkidéart som beskrevs av Friedrich Fritz Wilhelm Ludwig Kraenzlin. Liparis elegantula ingår i släktet gulyxnen, och familjen orkidéer. Inga underarter finns listade i Catalogue of Life.